# Dominique Ambiel
Dominique Ambiel, né le 6 juin 1954 à Paris, est un producteur de télévision et homme politique français. Il est conseiller pour la communication du Premier ministre, Jean-Pierre Raffarin de 2002 à 2004.

## Biographie
Il naît à Paris le 6 juin 1954. Son père est attaché commercial et sa mère, secrétaire.
Élève au collège-lycée catholique Sainte-Croix, à Neuilly-sur-Seine, il y côtoie Renaud Donnedieu de Vabres ou encore Antoine De Caunes.
Il s'intéresse très jeune à la politique, adhérant au mouvement des jeunes gaullistes UJP dès quinze ans. Quelques années après son baccalauréat, il revient au lycée Sainte-Croix en tant que professeur de français. En 1981, il est secrétaire général du Mouvement des jeunes giscardiens, où il rencontre Jean-Pierre Raffarin.
En 1986-1987, il est conseiller technique du ministre de la Culture et de la Communication François Léotard.
Il fonde la société de production Expand-Images en 1987. Celle-ci connaît un succès massif grâce aux jeux Fort Boyard, La carte aux trésors, Qui veut gagner des millions ?, Le maillon faible, Koh-Lanta, Fa si la chanter, Le juste prix et Popstars, mais aussi avec des fictions télévisées (L’Affaire Dreyfus, La Ville dont le prince est un enfant) ou des films de cinéma tels que Microcosmos ou Le Peuple migrateur.
Il est conseiller du Premier ministre Jean-Pierre Raffarin en 2002, mais doit quitter ses fonctions en avril 2004 à cause d'un scandale de mœurs.
Redevenu producteur, il dirige la société A Prime Group, créée en juin 2002, où il est associé à Patrick Poivre d’Arvor, Tarak Ben Ammar, Raphaël Enthoven, Pierre Sportolaro et Charlotte Guénin.
Entre autres, A Prime Group produit des fictions, des documentaires (Jean-Charles Castelbajac, Jean-Paul Gaultier, Roy Liechtenstein, Rémy Julienne, Charles de Gaulle, ...), des jeux (Joker, La Cible) et des émissions (Une maison, un artiste, J'ai une question à vous poser, Philosophie, Comprendre et pardonner).
En 2019, sa voisine est mise en garde à vue pour l'avoir pris en photographie dans son bain, dans son jardin privé dans le quartier de villa Montmorency, avenue des Peupliers.

## Crime sexuel et démission
Dominique Ambiel démissionne de ses fonctions de conseiller pour la communication de Jean-Pierre Raffarin après avoir été l'objet d'une interpellation en flagrant délit en compagnie d'une prostituée mineure dans la nuit du 19 au 20 avril 2004, à l'angle de l'avenue des Ternes et du boulevard Pereire à Paris.
Il avait lui-même annoncé à la presse la procédure en cours par un communiqué au journal Le Monde où il expliquait « Par égard pour le Premier ministre et compte tenu des responsabilités qui sont les miennes, j'ai décidé d'anticiper de quelques semaines mon départ prévu du cabinet, afin de pouvoir m'exprimer en toute liberté sur les allégations malveillantes qui peuvent résulter de cet incident ».
La Cour d'appel de Paris lui inflige une amende de 2 500 euros pour « sollicitation de prostituée mineure ». En plus de l'amende, Dominique Ambiel devra verser 1 euro symbolique de dommages et intérêts et 500 euros de frais de procédure à l'association « La Voix de l'enfant ». En revanche, la cour l'a relaxé de l'accusation « d'outrages à agents de la force publique » au moment de son interpellation. En effet, selon ces derniers, Dominique Ambiel aurait affirmé pouvoir mettre un terme à la carrière des agents, et avait déclaré « La loi, c'est moi qui l'ai faite » et « De quel droit me contrôlez-vous ? Vous travaillez pour moi, sous mes ordres ».
Dominique Ambiel a toujours nié la version des faits de la police, arguant qu'il s'agissait d'un complot et que la jeune fille avait fait irruption dans sa voiture à l'improviste lors d'une bagarre de prostituées sous un abribus. Voulant verrouiller les portes de son véhicule, il avait effectué une mauvaise manipulation et les avait au contraire déverrouillées. Il aurait alors projeté de faire quelques centaines de mètres avec sa passagère, qu'il avait prise pour une étudiante, afin de la mettre hors de danger. Il a justifié sa présence sur les lieux à plus de deux heures du matin par la nécessité subite de retourner à son bureau chercher un dossier. Dans une première version, il avait expliqué avoir pris la jeune femme en stop. Cette dernière a, de son côté, affirmé avoir eu plusieurs relations tarifées avec le conseiller, mais seul le flagrant délit a finalement été retenu contre lui. Il tente d'expliquer la réalité de cette affaire dans son ouvrage Fort Matignon, paru en mars 2005 chez Plon
. Il a notamment laissé entendre que sa « mésaventure » avait été révélée par Dominique de Villepin dans le but d'affaiblir Nicolas Sarkozy.
En 2006, sa condamnation est confirmée par la Cour de cassation, qui a considéré que « l'élément intentionnel de l'infraction était caractérisé, le prévenu n'ayant pu se méprendre de l'âge de la victime ». Le condamné avait alors réagi en manifestant son intention de saisir la Cour de justice européenne : « la justice française ne m'étonne pas, l'injustice non plus. C'est pourquoi, même pour un sujet aussi dérisoire, je poursuivrai la bataille devant la cour européenne de justice car cette affaire a été montée de A à Z, j'en ai maintenant la certitude ».
De son côté, la prostituée, prénommée Daniela, avait été laissée libre par la justice après son interrogatoire, ce qui, sachant son statut de mineure, constituait un manquement à la procédure. En voyant une interview d'elle dans la presse, la justice a constaté cette irrégularité et a retrouvé Daniela et ses trois amies, interpellées au même moment, pour les placer en foyer.

## Filmographie

### Producteur
- 1998 : Petits Désordres amoureux d'Olivier Péray
- 2012 : La Chartreuse de Parme de Cinzia TH Torrini
- 2014 : Le Voyage de monsieur Perrichon d'Éric Lavaine
- 2015 : 108 Rois-Démons de Pascal Morelli
- 2016 : Le Chapeau de Mitterrand de Robin Davis
- 2016 : La face de Marc Rivière
- 2017 : Les Crimes silencieux de Frédéric Berthe
- 2024 : Duels en familles